# قراوه بنی حسان
قراوه بنی حسان (به لاتین: Qarawat Bani Hassan) یک شهرک در دولت فلسطین است که در استان سلفیت واقع شده‌است. قراوه بنی حسان ۹٫۷ کیلومتر مربع مساحت و ۳٬۸۰۱ نفر جمعیت دارد و ۳۹۱ متر بالاتر از سطح دریا واقع شده‌است.